# Lac Allioux
Pour les articles homonymes, voir Allioux.
Le lac Allioux est un plan d'eau douce situé, au nord-est de la ville de Québec, dans le territoire non organisé de Lac-Jacques-Cartier, dans la municipalité régionale de comté de La Côte-de-Beaupré, dans la région administrative de la Capitale-Nationale, dans la province de Québec, au Canada. Ce plan d'eau fait partie de la Réserve faunique des Laurentides.
Le bassin versant du lac Allioux est desservi par une route forestière secondaire pour les besoins de la foresterie. La sylviculture constitue la principale activité économique de cette vallée; les activités récréotouristiques, en second.
À cause de l'altitude, la surface du lac Allioux est généralement gelée de la fin novembre jusqu'au début d'avril; toutefois la circulation sécuritaire sur la glace se fait généralement du début décembre jusqu'au début d'avril.

## Géographie
Le lac Allioux est situé près de la limite sud-est de la Réserve faunique des Laurentides. Le lac Allioux du Nord est encaissée entre les montagnes dont les sommets de proximité atteignent 1 056 m à l'est, 1 101 m à l'ouest et 1 001 m au nord-est. Son embouchure est situé à :
- 2,8 km à l'ouest du Lac Savane (Lac-Pikauba) lequel se décharge vers le nord dans la rivière Savane du Nord ;
- 6,6 km au nord-est du cours de la rivière des Neiges ;
- 46,8 km au nord de la confluence de la rivière Sainte-Anne et du fleuve Saint-Laurent ;
- 30,6 km au sud-ouest du centre-ville de Baie-Saint-Paul[2].

Le lac Allioux comporte une longueur de 4,3 km avec un pourtour fortement échancré, une largeur maximale de 1,6 km et une altitude de 863 m. Ce lac est surtout alimenté deux ruisseaux (venant de l'est), un ruisseau venant du sud, un ruisseau (venant de l'ouest) et la décharge d'un ensemble de lacs dont Mornay, Sifrine, MacLeod et Petit lac MacLeod.
À partir de l'embouchure du lac Allioux, le courant descend d'abord sur 8,9 km vers le nord par le ruisseau Vert qui traverse le lac Bignell (longueur: 1,1 km; altitude: 847 m); sur 4,2 km vers le sud-est en suivant le cours d'un ruisseau non identifié; sur 54,1 km d'abord vers le sud-est, le sud, puis le sud-ouest, en suivant le cours de la rivière Sainte-Anne, laquelle traverse le centre-ville de Beaupré, jusqu'à la rive nord-ouest du fleuve Saint-Laurent.

## Toponymie
Depuis 1929, ce plan d'eau était désigné localement "Lac Vert" sur les cartes géographiques. En 1943, la Commission de géographie du Québec lui attribue la désignation de "lac Allioux". Ce toponyme évoque Vincent Allioux (Vannes, France, 1698 - 1735) qui est venu en Nouvelle-France vers 1721. Il a enseigné l'hydrographie au Collège de Québec jusqu'en 1729; puis retourne en France pour y étudier la théologie. Il revient à Québec en 1734 comme prêtre jésuite. Rappelé en France pour des raisons familiales, il quitte la Compagnie de Jésus en 1735. Les Jésuites enseignaient l'hydrographie depuis 1671, mais c'est seulement en 1708 qu'ils furent officiellement mandatés par le roi,
Le toponyme "lac Allioux" a été officialisé le 5 décembre 1968 à la Banque des noms de lieux de la Commission de toponymie du Québec.